# Vlinderdas

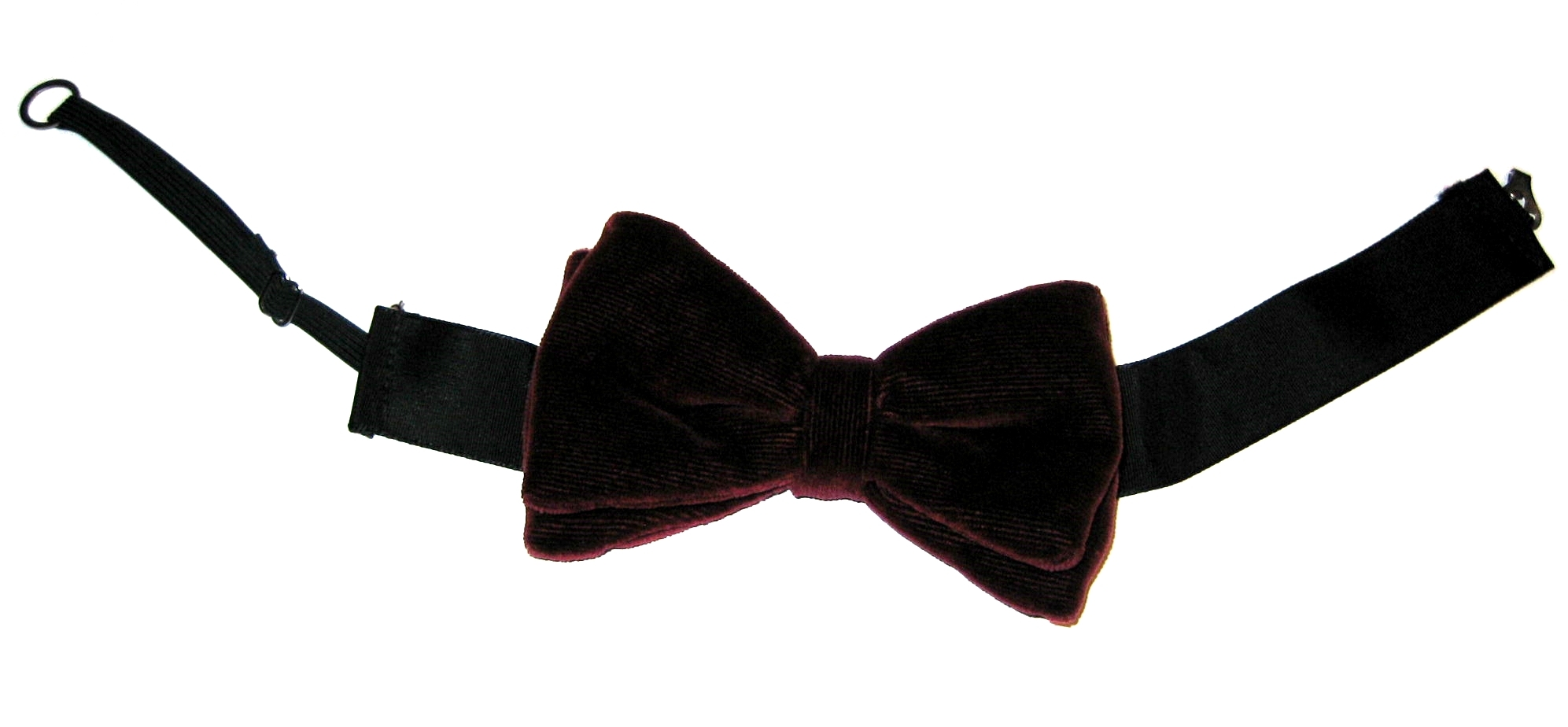
Een vlinder (voorgestrikt)

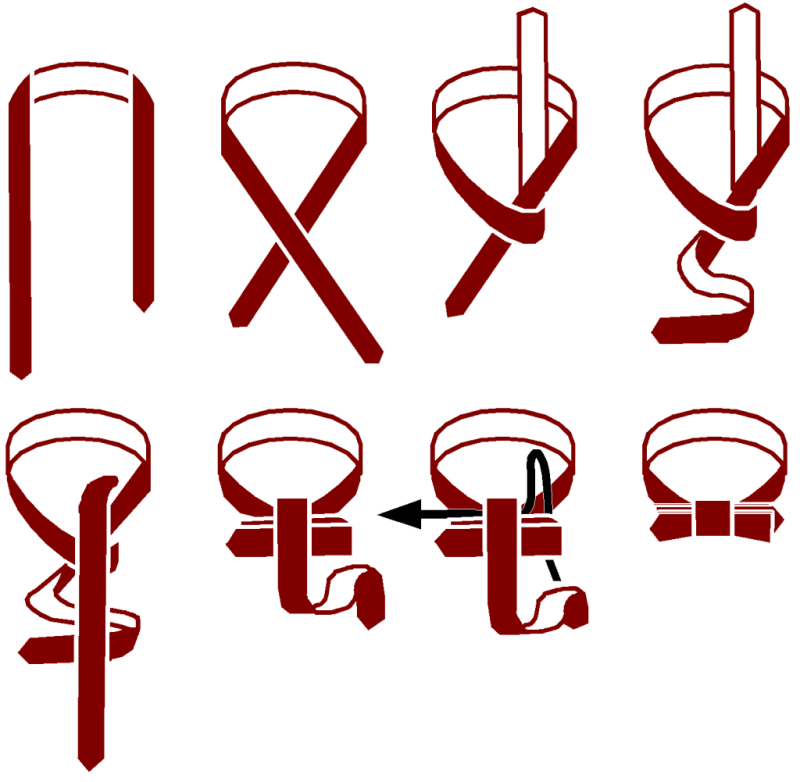
Het strikken van een vlinder

Een vlinderdas of vlinderstrik is een type das die door heren op de boord van een overhemd wordt gedragen. Dit type das dankt zijn naam aan zijn vorm, die enigszins op die van een vlinder lijkt. In de volksmond spreekt men doorgaans van een strikje wanneer men de vlinderdas bedoelt.
De vlinderdas bestaat uit een lint (vaak vervaardigd van zijde, maar ook wel van katoen of polyester) dat om de hals wordt geknoopt. Het lint eindigt aan beide uiteinden in een strik, waardoor de das na het strikken een vlinderachtige vorm verkrijgt. De vlinderdas wordt hoofdzakelijk bij galakleding gedragen: een zwarte bij een smoking ("black tie"), een witte bij een rokkostuum ("white tie"). Een enkeling draagt een vlinderdas bij kostuums waarop de meeste heren een stropdas zouden dragen.
De vlinderdas bestaat in verschillende groottes, materialen, kleuren en dessins. Naast de vlinderdas die gestrikt moet worden, zijn ook voorgestrikte exemplaren verkrijgbaar. Het dragen van een voorgestrikte vlinderdas werd voorheen beschouwd als een breuk met de etiquette. Omdat het strikken van vlinderdassen als complex geldt, is de gestrikte variant sociaal meer geaccepteerd geraakt.
Bekende dragers van de vlinderdas zijn Winston Churchill, Bill Nye, Elio Di Rupo en Willem Albert Wagenaar.

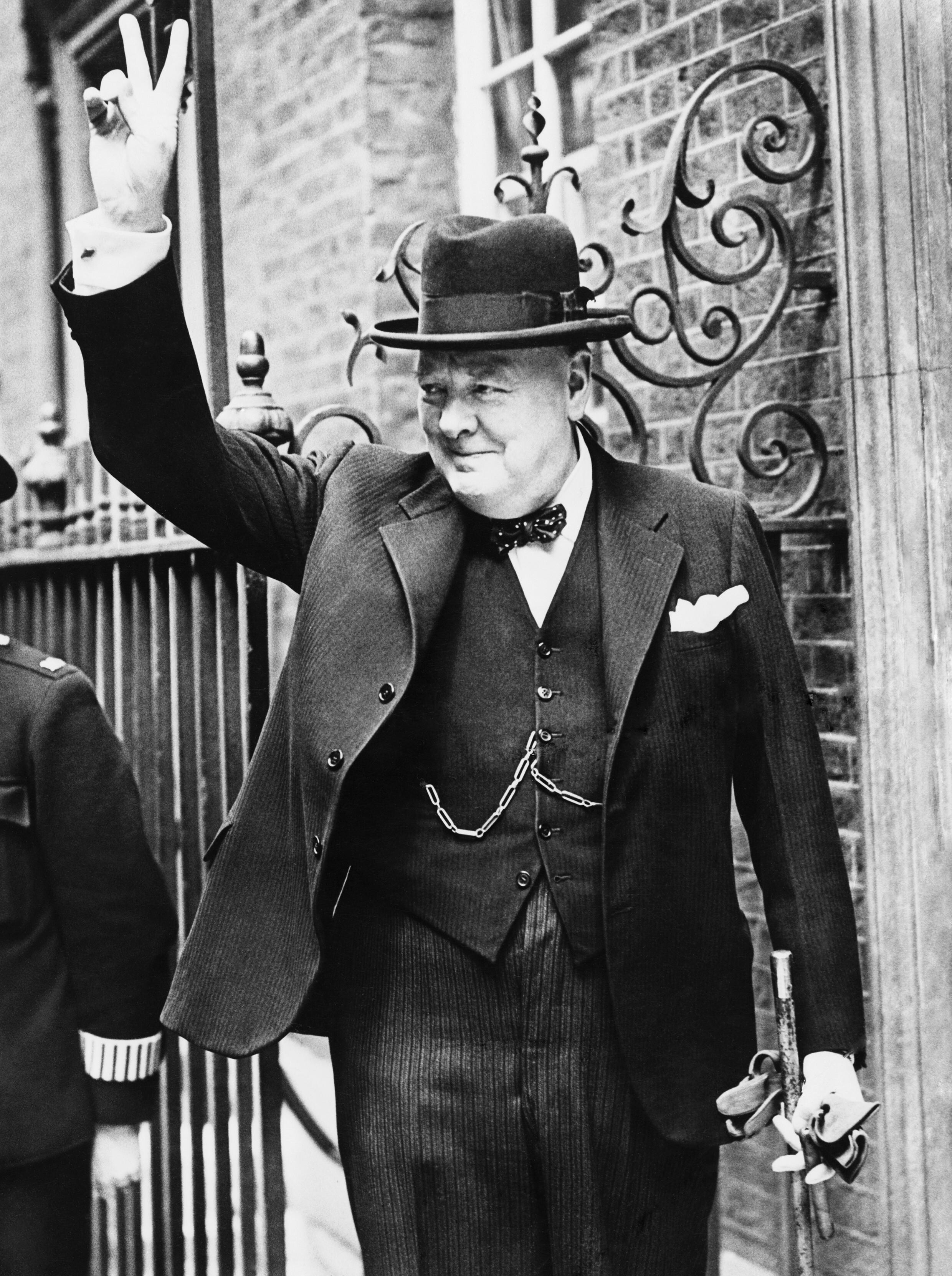
Winston Churchill in Downing Street
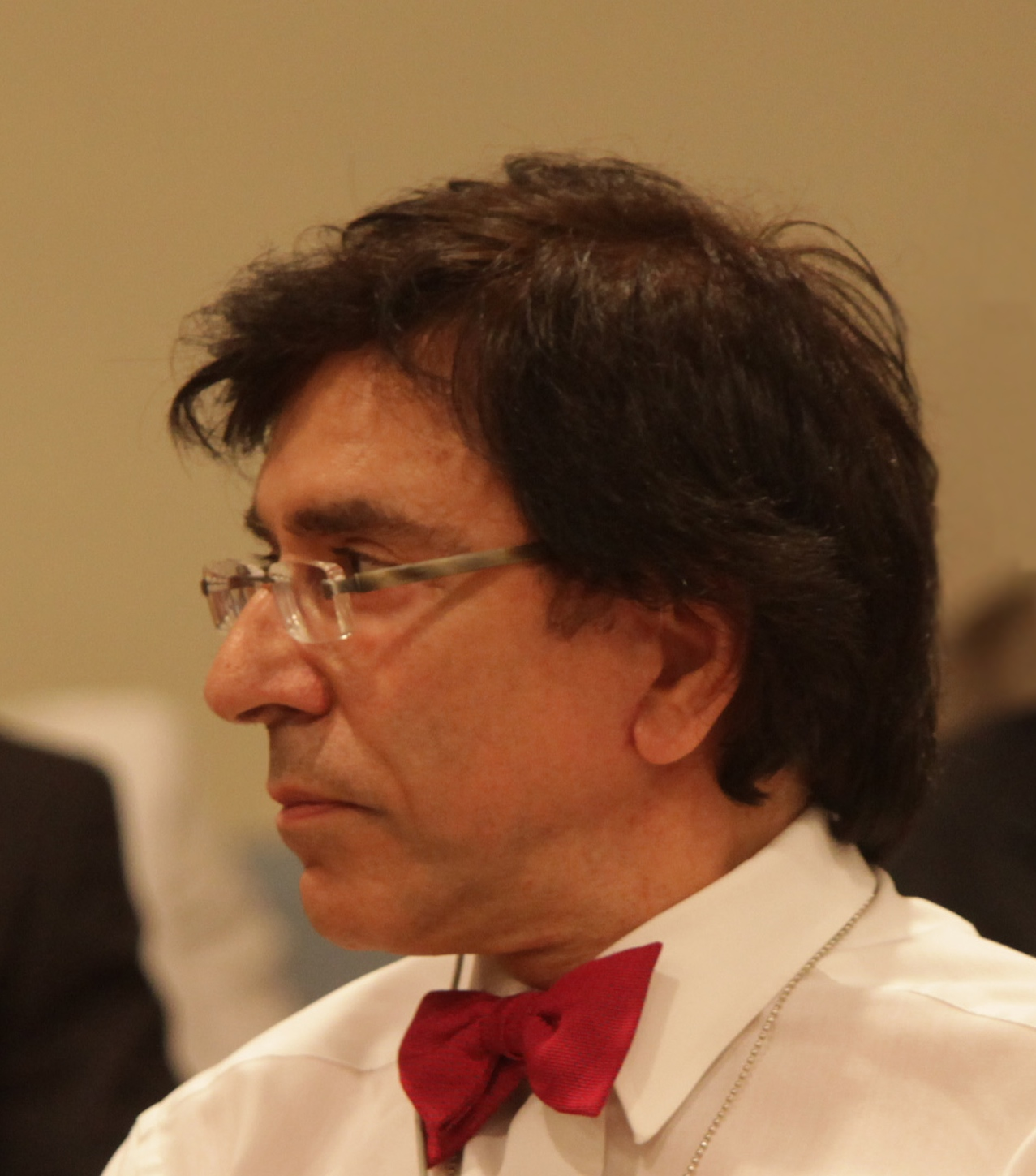
Elio Di Rupo
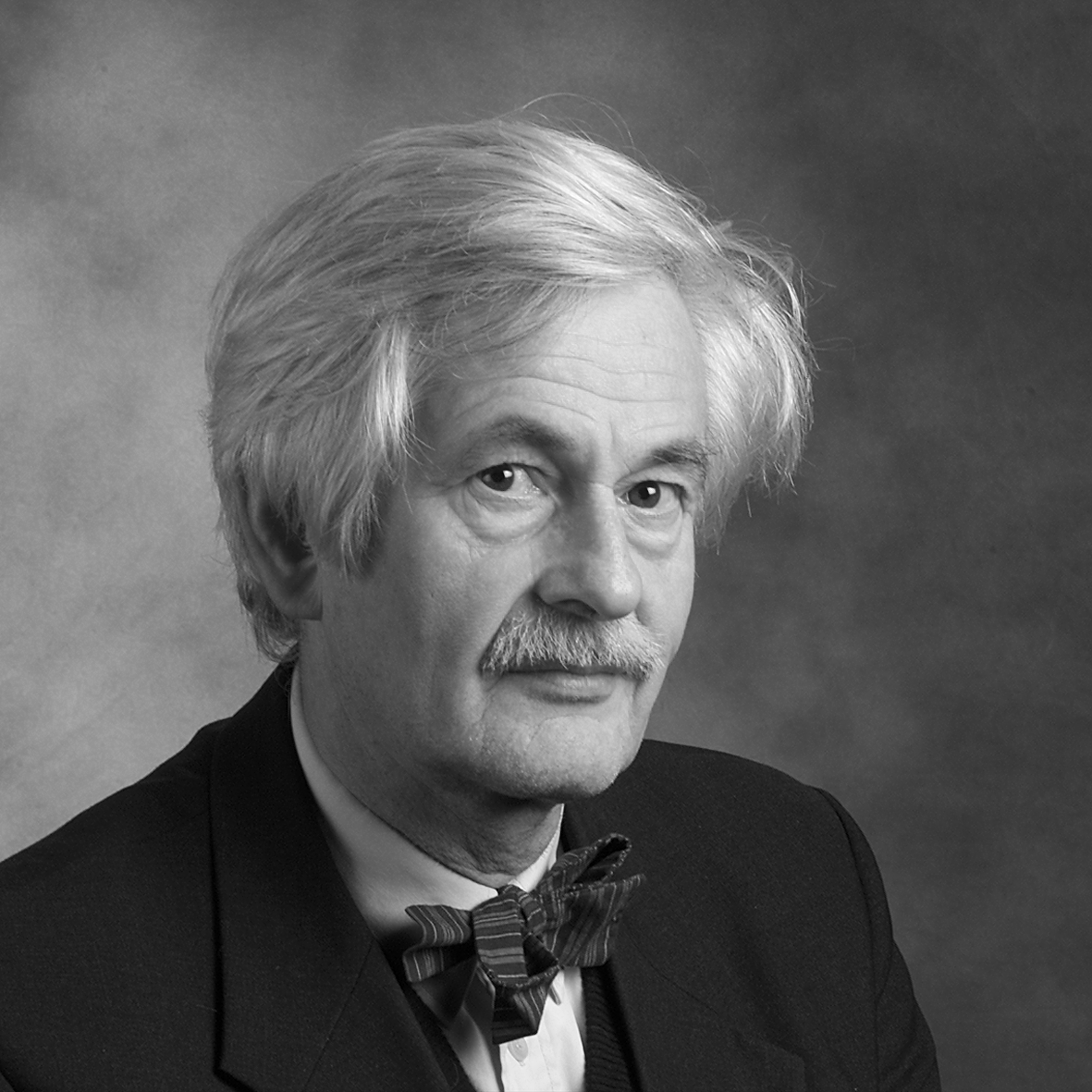
Willem Albert Wagenaar
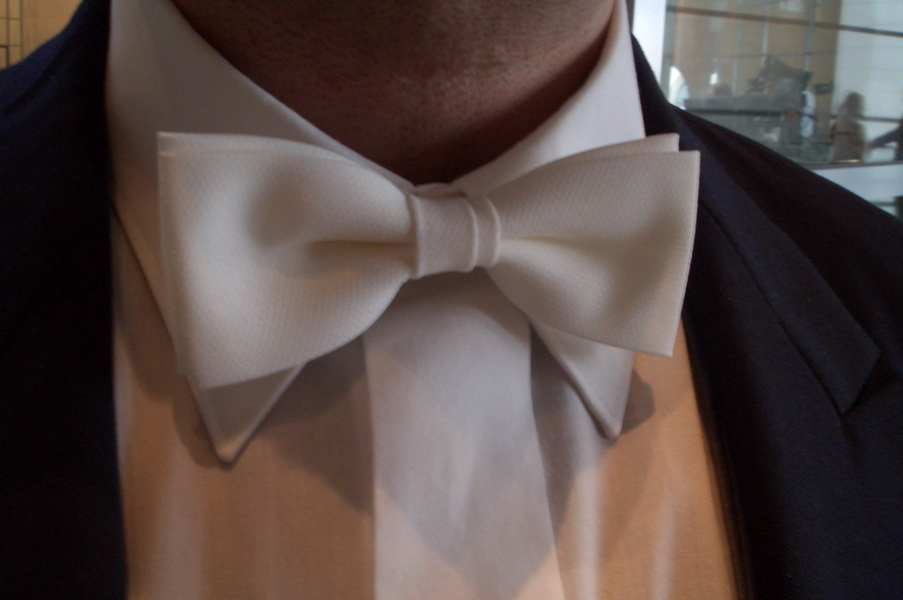
Witte strikdas bij een rokkostuum
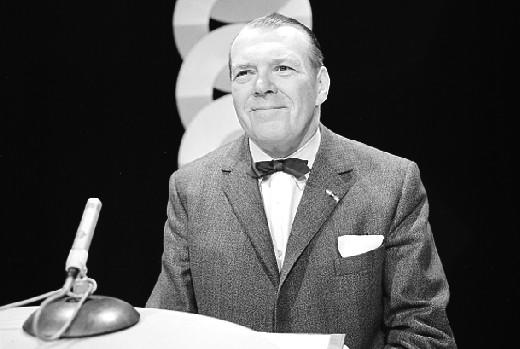
Jan Cottaar

## Geschiedenis
De oorsprong van de vlinderdas is gelegen in Frankrijk rond 1650, waar hij jabot wordt genoemd. In die tijd werden deze vlinderstrikken vooral in het wit gedragen door aristocraten bij formele en/of zakelijke aangelegenheden.
Later, in de 18e en 19e eeuw, werden steeds meer kleuren op de markt gebracht. Met name de Ieren droegen veel vlinderstrikken in de kleuren bruin, groen of rood. De kleur zwart voor een strik was in die tijd erg ongebruikelijk. Hier kwam verandering in toen Pierre Lorillard V in 1886 tijdens een galadiner een zwart strikje droeg bij zijn rokkostuum. Het was die tijd vrij gewaagd, maar werd al snel een trend. Tegenwoordig is juist de zwarte vlinderstrik de standaard tijdens gala's of bruiloften.

## Geraadpleegde bronnen
- Geschiedenis van de vlinderdas